# Andros
Andros (en grec: Άνδρος) és una illa grega que pertany al grup de les Cíclades; és la més septentrional de totes, situada a 10 km d'Eubea al nord i a uns 3 km de Tenos al sud. Té uns 380 km² i una població d'uns 9.000 habitants, cosa que la converteix en la segona més gran i la sisena més poblada.
És una illa allargada, amb uns 40 km de llarg i una amplària màxima de 16 km. És muntanyosa, amb valls fèrtils i ben regades, i una altitud màxima de 995 (el Kúvaro). La capital, anomenada també Andros o bé Khora (grec: Χώρα, 'capital'), és situada a la costa oriental; Les altres poblacions importants són el port de Korthi (grec: Ὁρμος Κορθίου, Órmos Korthiu), Batsí i Gàvrio, d'on surten els ferris cap al Pireu i la resta d'illes.
Formava part de la prefectura de les Cíclades, però a partir del 1r de gener de 2011 conforma una de les 74 unitats perifèriques de Grècia, després de la divisió de l'antiga prefectura.

## Història

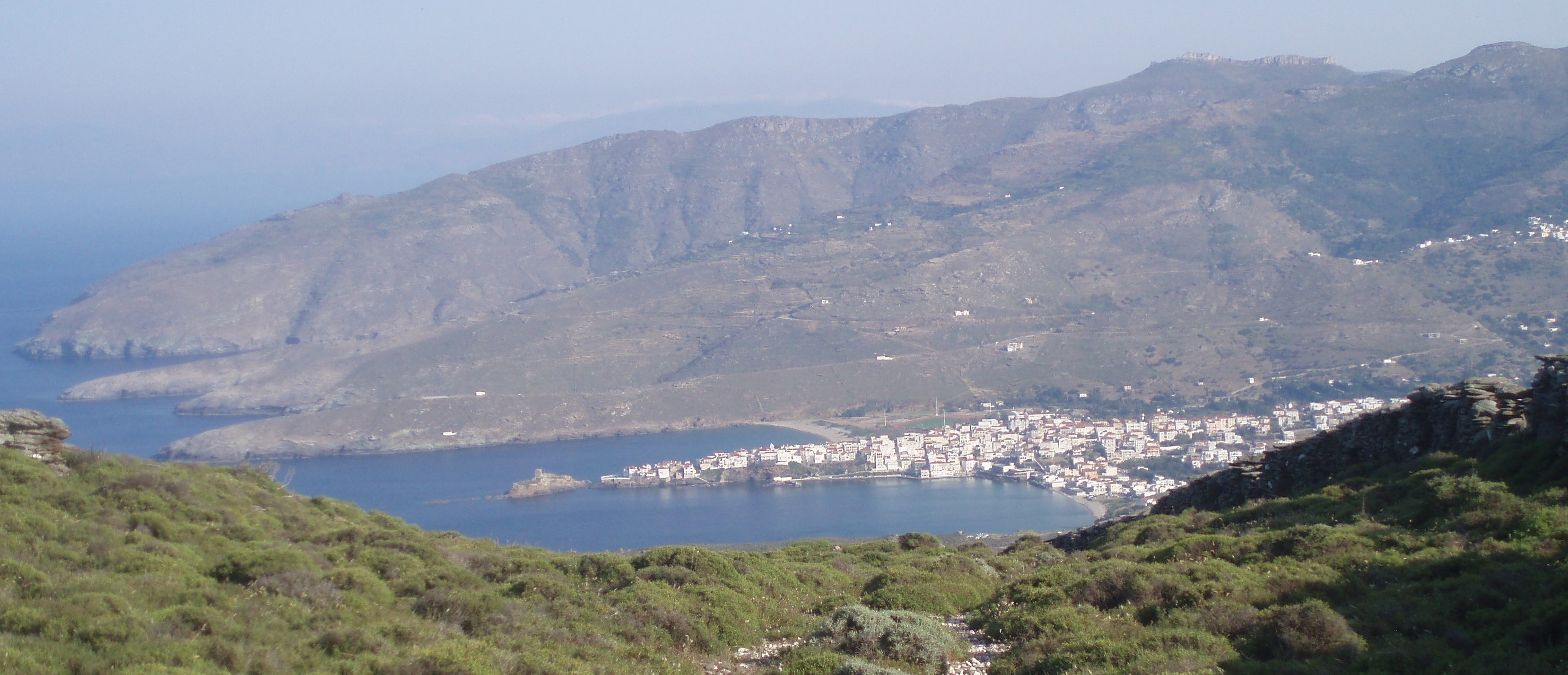
Vista de la Khora, la capital de l'illa

A l'antiguitat, tot i ser la segona més gran de les Cíclades, Andros (grec antic: Ἄνδρος) solament tenia una ciutat, de manera que tota l'illa constituïa una sola polis. La capital era situada a la Paleòpoli, a la costa sud-occidental de l'illa. Els seus pobladors eren jonis, i compartien dialecte amb totes les seves illes veïnes. Cap al 654 aC, sembla que els andris varen fundar les colònies d'Acant i Estagira, a la península Calcídica.
Quan Xerxes va envair Grècia (480 aC), Andros va haver d'aportar naus a l'exèrcit persa. Com a conseqüència, l'atenès Temístocles els imposà una multa, que els andris no varen voler pagar. Així, la capital de l'illa fou assetjada, però Temístocles no la va poder conquerir; al cap d'un temps, tanmateix, va romandre sotmesa a Atenes fins que, segles més tard, fou dominada pel rei de Macedònia després de la batalla d'Andros durant les Guerres síries (246 aC). L'any 200 aC fou ocupada pels romans i cedida a Àtal I de Pèrgam. L'antiga capital, Andros, tenia bones fortificacions, i utilitzava com a port el de Gàurion.
Abans de caure en poder otomà, Andros fou governada, del 1207 fins al 1566, per les famílies Zeno i Sommaripa, sota la protecció de Venècia. Uns segles més tard, les Cíclades passaven a formar part de Grècia el 1821.

## Llocs d'interès
- Andros o Khora, la capital, està damunt un promontori entre dues platges. És una barreja de mansions neoclàssiques de després de la Primera Guerra Mundial i de cases típicament ciclàdiques. Les places estan pavimentades amb marbre. Al final del promontori hi ha dues illes, la primera de les quals unida a terra per un pont de maó, on hi ha les ruïnes d'un castell venecià, i la segona amb un far. Hi ha tres museus: el Museu Arqueològic, el Museu d'Art Modern, molt interessant, i el Museu Marítim.
- La principal ciutat d'estiueig és Batsí, a la costa occidental, molt popular entre els turistes grecs.
- L'illa és famosa per les fonts d'aigua mineral d'Apikia, a uns 3 km de la Khora, que ragen d'un cap de lleó.

- Paleòpolis, l'antiga capital, a la costa oest, es troba en gran part submergida.

- Steniés, a la costa oriental, prop de les platges de Giàlia i Piso Giàlia, és segurament el poble més pintoresc de l'illa. La costa est no és precisament famosa per la seva actitud favorable al turisme, i de fet ja fa temps que es mira de reduir-hi el nombre de visitants, de manera que no es malmeti el paisatge com ha passat a les illes veïnes (especialment Míconos). A Steniés no hi ha pràcticament vida comercial.